# Entrepôts du Kanada
Les Entrepôts du Kanada, Entrepôts du Canada, Kanada aussi appelé Canada sont des entrepôts localisés dans le camp de concentration d'Auschwitz, où toutes les possessions des nouveaux déportés, des Juifs en grande majorité, y sont placées à leur arrivée.
L'appellation fait allusion au pays du même nom, avec toutes ses ressources. Dans le langage du camp, « c'est l'endroit où l'on trouve tout ». Les détenus utilisent en premier cette expression, puis l'administration du camp l'utilise également.

## Histoire
Début 1942, lorsque le gazage massif des Juifs commence, les prisonniers apportent leurs effets personnels avec eux, croyant qu'ils sont réinstallés. Les Allemands leur permettent de transporter jusqu'à 100 livres (45 kg). Ils apportent plusieurs objets tels que des bijoux ou des photos.
Dès leur arrivée au camp, les prisonniers doivent se déshabiller, soit pour être rasés et recevoir des vêtements du camp, soit pour être gazés. Vers 1942 environ, les biens des prisonniers sont considérés comme étant la propriété de l'Allemagne,. Le camp n'essaie donc pas de les transmettre aux familles. Les marchandises sont triées et emballées par le Kanada Kommando, un groupe choisi parmi les prisonniers qui sont admis au camp en tant que travailleurs. Les marchandises sont ensuite utilisées dans le camp ou envoyées ailleurs.
Les premiers entrepôts, Kanada I, se trouvent dans le bloc 26 d'Auschwitz I, le camp principal du complexe. Ils sont agrandis en 1943 à Kanada II, 30 bâtiments en bois près des chambres à gaz dans la section d'Auschwitz II-Birkenau. Il y a aussi deux casernes pour le Kanada Kommando et une pour les SS qui y travaillent,. En 1944, deux jeunes femmes italiennes travaillent également au Kanada. Ils arrivent depuis nord de l'Italie. Le 22 juillet 1944, 210 détenus travaillent à Kanada I et 590 à Kanada II ; le 2 octobre de la même année, 250 détenus travaillent à Kanada I et 815 à Kanada II. Plus tard, 1 500 à 2 000 travaillent à Kanada II,,.

## Libération
Le 23 janvier 1945, lors de l'évacuation du camp à l'approche de l'Armée rouge, les SS mettent le feu à Kanada II, ainsi qu'aux crématoires et aux chambres à gaz. Les entrepôts brûlent pendant cinq jours, détruisant tout sauf quelques objets. Des objets appartenant aux victimes ont été retrouvés dans d'autres entrepôts à Auschwitz I.